# 灰赤瓟
灰赤瓟（学名：Thladiantha cinerascens）为葫芦科赤瓟属的植物，是中国的特有植物。分布于中国大陆的云南等地，生长于海拔2,400米至3,200米的地区，一般生于林中、林缘以及山坡，目前尚未由人工引种栽培。